# Boyz n da Hood
I Boyz n da Hood sono un gruppo rap statunitense, proveniente da Atlanta, nella Georgia.

## Storia del gruppo

### 2003-2004: inizi
Nel 2003, ad Atlanta, Young Jeezy, Big Gees, Duke e Jody Breeze (con entrambi in comune il talento nelle esecuzioni di brani rap) decisero di fondare una piccola band per andare in tour nel mondo; così si formarono i Boyz In Da Hood, nome semplificato poi in Boyz n da Hood secondo un linguaggio più gergale. Nel 2004 la band cominciò a suonare e a cantare in discoteche e locali pubblici, ma non essendo entrata nei meccanismi dello showbusiness non poté pubblicare nessun album.

### 2005: contratto e abbandono
Nel 2005 la band statunitense firmò un contratto che li avrebbe legati alla Block Entertainment, finché il gruppo non avesse deciso di svincolarsi dall'etichetta discografica. In quell'anno, però, Young Jeezy decise di abbandonare il gruppo per i pessimi rapporti che si erano venuti a creare all'interno della formazione. Perciò il quartetto hip hop si ridusse a un trio. In questa prima parte dell'anno venne comunicato l'inizio delle registrazioni per l'album di debutto della band statunitense, previsto in uscita sul mercato mondiale nel settembre 2005. Anche la notizia della rottura con Young Jeezy venne comunicata attraverso il sito di MySpace.

### 2005:Boyz N Da Hood
Nella seconda metà del 2005 venne pubblicato il primo album del gruppo con il titolo omonimo del gruppo rap. Anche se l'album fu pubblicato dopo l'abbandono di Young Jeezy, egli stesso riuscì a persuadere il gruppo, per poter così avere una parte di merito nella pubblicazione dell'album. Da esso vennero estratti Dem Boyz, che raggiunse la quindicesima posizione di classifica rap, e Felonies, che non raggiunse alcuna posizione. La maggior parte delle collaborazioni sono di rapper. L'album riscosse un buon successo: alla Billboard 200 arrivò alla quindicesima posizione e alla Top R&B/Hip-Hop Albums e alla Top Rap Albums arrivò primo.

### 2006: arriva Gorilla Zoe
Per rimpiazzare Young Jeezy, i Boyz n da Hood decisero di proporre delle audizioni, ricercando un cantante specializzato nel genere hip hop. A provare ad entrare furono in molti, ma alla fine la band decise di scegliere Alonzo Mathis, in arte "Gorilla Zoe" (nome datogli proprio per la sua passione dei gorilla). Egli è nato nel 1983 e possiede un grande talento per la musica rap, tanto che all'età di quattordici anni scriveva canzoni di quel genere musicale. Così iniziò un'avventura per Gorilla Zoe, che da quel momento poté entrare definitivamente nel mondo della musica. La band comunicò che avrebbe pubblicato un nuovo album nell'anno seguente.

### 2007: Bad Boy South
L'anno successivo, il gruppo informò su MySpace che prima dell'album avrebbe dovuto firmare nuovi contratti per etichette discografiche. Nello stesso anno la band firmò un accordo con la casa discografica Bad Boy South potendo così registrare altre nuove canzoni e scrivere brani per altri rapper, grazie all'aiuto del nuovo arrivato Gorilla Zoe. I Boyz n da Hood, però, decisero di rinviare le registrazioni del nuovo album alla primavera, dati i vari impegni di tutti i membri della formazione. Nel marzo 2007 iniziarono le registrazioni, e dopo sette mesi venne definitivamente messo in commercio il nuovo album, Back Up n da Chevy. Esso però non riscosse particolare successo, facendo registrare un lieve calo nelle classifiche. Dall'album furono estratti Bite Down, che non trovò posto in classifica, e Everybody Know Me, che raggiunse la ventiduesima posizione della classifica rap. Nell'album sono presenti varie collaborazioni, tra cui quelle di Young Joc, Ice Cube, Rick Ross e T-Pain.

### 2010: Atlantic Records
Nel 2010 la Atlantic Records decise di mettere il gruppo sotto contratto «finché "voglia" non li separi» con loro. E una volta contattata per telefono, la band si recò immediatamente allo studio della nuova casa discografica per firmare. Quindi si sarebbe potuto pubblicare un nuovo album con l'etichetta Atlantic. La band comunicò la notizia sul sito di MySpace, dimostrando così una grande fedeltà ai fan, e qualche settimana dopo telefonò alla Atlantic per sapere se era possibile cominciare a registrare un nuovo disco. Così, dal settembre 2010, cominciarono le registrazioni per il nuovo album.

### 2011: Back N Da Hood (Working Title)
L'anno successivo, ritornarono a pubblicare un album dopo quattro anni. L'album ha lo stesso titolo del precedente, ma è presente la scritta "Working Title".

## Formazione

### Formazione attuale
- 2003-presente: Big Gee (voce)
- 2003-presente: Jody Breeze (voce)
- 2003-presente: Duke (voce)
- 2006-presente: Gorilla Zoe (voce)

### Ex componenti
- 2003-2005: Young Jeezy (voce)

## Discografia

### Album
- 2005: Boyz N Da Hood
- 2007: Back Up N Da Chevy
- 2011: Back N Da Hood (Working Title)

### Singoli
- 2005: Dem Boyz con P.Diddy
- 2005: Felonies
- 2007: Bite Down
- 2007: Everybody Know Me

### Compilation
- 2006: Best Kept Secret,Vol. 2